# Wham!
Wham! – brytyjski zespół muzyczny, założony przez George’a Michaela i Andrew Ridgeleya. Zespół istniał w latach 1981–1986. W tym okresie sprzedał w sumie 20 mln albumów oraz blisko 15 mln singli.

## Historia

### Początki
W listopadzie 1979 Andrew Ridgeley zaproponował założenie zespołu George’owi Michaelowi, swojemu przyjacielowi ze szkoły Bushey Meads School w Watford. Występowali w założonym przez Ridgeleya zespole The Executive grającym muzykę ska, w którym grali jeszcze gitarzyści David Mortimer i Andy Leaver oraz perkusista Paul Ridgeley, brat Andrew. Po nagraniu kilku własnych utworów (m.in. „Rude Boy” i „The Executive”) oraz zagraniu paru koncertów formacja się rozpadła.
Michael i Ridgeley po rozpadzie zespołu imali się różnych prac dorywczych. W 1981 uformowali zespół Wham!, w którym rola głównego wokalisty, kompozytora, okazjonalnie instrumentalisty i producenta należała do Michaela, za to Ridgeley zajmował się wypracowaniem wizerunku grupy, co miało ogromny wpływ na późniejszą popularność duetu –  przekonał Michaela, że grupa sukcesywnie powinna zmieniać wizerunek. W początkowym okresie kariery nosili mocno wycięte szorty i kuse koszulki. Pierwsze utwory demo – „Wham Rap!”, „Club Tropicana” i „Careless Whisper” – Ridgeley i Michael nagrali w mieszkaniu rodziców Ridgeleya.

### Fantastic
W lutym 1982 nawiązali współpracę z Markiem Deanem i kilka tygodni później podpisali kontrakt z jego niezależną wytwórnią Innervision Records, po czym odbyli sesję nagraniową w profesjonalnym studiu. Pierwszym efektem współpracy był debiutancki singel duetu – „Wham Rap! (Enjoy What You Do)”, który został dobrze przyjęty przez odbiorców, lecz z powodu słabej dystrybucji dotarł zaledwie do 91. miejsca na liście przebojów. W ramach promocji Ridgeley i Michael zagrali serię koncertów w klubach nocnych, przy czym początkowo występowali z użyciem playbacku, a dopiero wraz z rozwojem kariery zaczęli śpiewać na żywo. Podczas występów tanecznie i wokalnie wspierały ich Shirlie Holliman i Mandy Washburn, której miejsce w zespole po jakimś czasie zajęła Diane Sealy.
Koncerty i kampania promocyjna prowadzona przez wytwórnię sprawiły, że muzycy zaczęli udzielać coraz więcej wywiadów, a w prasie ukazały się pierwsze przychylne artykuły o Wham!. Michael i Ridgeley wciąż eksperymentowali z wizerunkiem, a już wkrótce ich znakiem rozpoznawczym stały się białe espadryle. We wrześniu 1982 wydali singiel „Young Guns (Go For It!)”, który początkowo wzbudził umiarkowane zainteresowanie, docierając do 42. miejsca na liście przebojów, jednak po udanych występach w programach Saturday Superstore i – przede wszystkim – Top of the Pops awansował do trzeciego miejsca w notowaniu. Występ w TOTP uważany jest do dziś za jeden z najlepszych w karierze Wham!, jak również w historii programu, poza tym zapewnił duetowi ogólnokrajową rozpoznawalność.
W styczniu 1983 Michael i Ridgeley ponownie wydali singiel „Wham Rap”, który tym razem dotarł do ósmego miejsca na liście przebojów oraz sprzedał się w nakładzie ponad 250 tys. egzemplarzy. Jeszcze większym powodzeniem cieszył się ich kolejny singiel „Bad Boys”, który ostatecznie zajął drugie miejsce na liście przebojów i zapewnił duetowi kolejny występ w Top of the Pops. W tym czasie kontynuowali pracę nad debiutanckim albumem i zdecydowali, iż od tej pory kolejne piosenki dla Wham! będzie pisał wyłącznie Michael.
9 lipca 1983 nakładem Innervision Records wydali debiutancki album studyjny pt. Fantastic, który przez pierwsze dwa tygodnie po wydaniu znajdował się na szczycie brytyjskiej listy najlepiej sprzedających się płyt, a łącznie pozostał w zestawieniu przez 116 tygodni. po premierze płyty wydali jeszcze jeden singiel – „Club Tropicana”, do którego nakręcili teledysk na Ibizie. Również w 1983 grupę opuściła Dee C. Lee, a jej miejsce zajęła Helen „Pepsi” DeMacque. Po premierze płyty odbyli ogólnokrajową trasę koncertową pod nazwą Club Fantastic, którą poprzedzili występem podczas koncertu Best Disco in Town organizowanego przez radio Capital w Lyceum Theatre w Londynie. Podczas występów w trasie prezentowali sportowy wizerunek, a na scenie występowali w krótkich koszulkach i spodenkach. Koncerty umocniły ich pozycję na rynku muzycznym i zapewniły im status idoli szczególnie wśród młodych dziewcząt. Między koncertami udzielali wielu wywiadów prasowych, radiowych i telewizyjnych.

### Make It Bigi „Last Christmas”
Sukces pierwszego albumu sprawił, że zespołem zaczęły się interesować wielkie koncerny fonograficzne. Jeszcze przed premierą płyty pojawiało się coraz więcej spięć między duetem a wytwórnią – zespół nie był zadowolony ze swojego honorarium, jednak firma odmawiała renegocjacji kontaktu. Ostatecznie duet rozwiązał umowę z Innervision, a wytwórnia na koniec współpracy z Wham! wypuściła składankę przebojów zespołu pt. Club Fantastic Megamix, która nie spodobała się Michaelowi i Ridgeleyowi.
Po zerwaniu umowy z Innervision podpisali kontrakt z wytwórnią Epic Records (na rynek brytyjski) i Columbia Records (na rynek amerykański), po czym Michael rozpoczął pracę nad materiałem na kolejny album, który wraz z Ridgeleym częściowo nagrali w studiu Miraval w południowej Francji. Nowe piosenki zawierały bardziej wyszukane teksty, którymi zespół chciał dotrzeć do dojrzalszej widowni. W maju 1984 wydali singiel „Wake Me Up Before You Go-Go”, który zadebiutował na czwartym miejscu na brytyjskiej liście przebojów, a w następnym tygodniu dotarł na szczyt zestawienia jako pierwsza z piosenek Wham!. Wkrótce utwór dotarł również do pierwszego miejsca na amerykańskiej liście Hot 100. Popularnością cieszył się także teledysk do piosenki, w którym duet wraz z chórzystkami wystąpił w charakterystycznych koszulkach autorstwa Katharine Hamnett z napisami CHOOSE LIFE oraz GO-GO. W lipcu wydali kolejny singiel – „Careless Whisper”, który na brytyjskim rynku został wydany (za zgodą Ridgeleya) jako numer Michaela, a w USA jako piosenka Wham! i Michaela, co było podyktowane planami rozpoczęcia solowej kariery przez piosenkarza. Piosenka również stała się przebojem i dotarła do pierwszego miejsca na liście przebojów.
We wrześniu 1984 wystąpili w Royal Festival Hall w koncercie na rzecz strajkujących górników, czym wywołali kontrowersje w prasie. W listopadzie wydali płytę pt. Make It Big, która przez wiele tygodni znajdowała się na pierwszych miejscach list najczęściej kupowanych albumów m.in. w Wielkiej Brytanii, Stanach Zjednoczonych, Holandii, Szwecji i Norwegii. Płytę promowali także singlem „Freedom”. Album rozszedł się w nakładzie 10 mln egzemplarzy na świecie. Po premierze płyty coraz częściej spekulowano o rozpadzie Wham!, zwłaszcza że Michael coraz częściej samodzielnie udzielał wywiadów radiowych i telewizyjnych.
W grudniu 1984 wydali na podwójnym singlu (wraz z utworem „Everything She Wants”), utrzymaną w świątecznych klimatach, piosenkę „Last Christmas”, która dotarła do drugiego miejsca na brytyjskiej liście przebojów. Na szczycie tego zestawienia znalazła się – również traktująca o tematyce świątecznej – piosenka charytatywna „Do They Know It's Christmas?” (dochody ze sprzedaży singla z utworem zostały przeznaczone na walkę z głodem w Etiopii), stworzona przez projekt Band Aid, w który zaangażowany był m.in. Michael; Ridgeley nie stawił się na nagraniach, uznając enigmatyczne zaproszenie do studia jako mało wiarygodne. Piosenka „Last Christmas” stała się wielkim przebojem, który doczekał się dużej liczby coverów, a dochód ze sprzedaży singla z utworem muzycy przekazali na cele dobroczynne.

### Ostatnie miesiące działalności
Pod koniec 1984 rozpoczęli trasę koncertową Big Tour, która obejmowała występy m.in. w Wielkiej Brytanii, Japonii i USA. W tym okresie ponownie zmienili wizerunek, porzucając sportowe ubrania na rzecz eleganckich ubrań we wzór szkockiej kraty. Michael ponadto często występował w bluzkach i koszulach z falbanami, legginsach oraz masywnych butach. Chcąc uniknąć dłużej trasy po USA, w kwietniu 1985 odbyli 10-dniową wizytę w Chinach, stając się pierwszym zachodnim zespołem popowym, któremu udało się wystąpić w tym komunistycznym państwie. Zagrali dwa koncerty – w Pekinie i Kantonie. Starania menedżera grupy Simona Napier-Bella o pozwolenie chińskich władz na koncert w stolicy trwały blisko 18 miesięcy, a doświadczenia związane z tamtymi wydarzeniami agent opisał w książce I’m Coming to Take You to Lunch. Oprócz książki autorstwa Napier-Bella, wyprawę duetu do Chin przedstawia również film dokumentalny Wham! in China: Foreign Skies w reżyserii Lindsaya Andersona, jednak nie spodobał się duetowi, którzy wstrzymał jego emisję.
W marcu 1985 Michael odebrał dwie Ivor Novello Awards za wygraną w kategoriach: utwór najczęściej obecny na antenie radiowej (za „Careless Whisper”) oraz kompozytor i tekściarz roku. W maju 1985 wystąpił w Apollo Theatre w Nowym Jorku podczas koncertu Motown Returns to Apollo, na którym zaśpiewał utwór „Love’s in Need of Love Today” w duecie ze Stevie Wonderem i „Careless Whisper” z Smokeyem Robinsonem. W lipcu 1985 Michael i Ridgeley wystąpili osobno podczas koncertu charytatywnego Live Aid na Stadionie Wembley – Michael wykonał z Eltonem Johnem utwór „Don’t Let the Sun Go Down on Me”, a Ridgeley wsparł ich w chórku wraz z Kiki Dee. W lipcu i sierpniu odbyli trasę koncertową po USA pod nazwą Whamamerica!.
Wiosną 1986 zespół ogłosił zakończenie działalności. Głównym z powodów rozpadu grupy były ambicje Michaela, który pragnął tworzyć dla bardziej wymagającej publiczności. Ostatecznie duet przestał istnieć po wydaniu albumu studyjnego pt. Music from the Edge of Heaven (promowanego ich ostatnim wspólnym singlem – „The Edge of Heaven”) i kompilacyjnego pt. The Final oraz zagraniu 28 czerwca 1986 pożegnalnego koncertu The Final na Stadionie Wembley, który zgromadził 72–tysięczną publiczność. Podczas koncertu gościnnie z zespołem wystąpili Elton John i Simon Le Bon z grupy Duran Duran, poza tym widzowie zobaczy premierowo film Foreign Skies, będący przemontowaną wersją filmu nagranego przez Lindsaya Anderdona podczas pobytu Wham! w Chinach w 1985.

## Dyskografia

### Albumy studyjne
| Rok  | Tytuł                                                                                         | Pozycje na listach | Pozycje na listach | Sprzedaż          | Certyfikaty                                                   |
| Rok  | Tytuł                                                                                         | USA                | UK                 | Sprzedaż          | Certyfikaty                                                   |
| ---- | --------------------------------------------------------------------------------------------- | ------------------ | ------------------ | ----------------- | ------------------------------------------------------------- |
| 1983 | Fantastic - Pierwszy album studyjny - Wydany: 8 lipca 1983                                    | 83                 | 1                  | 100 tys. 300 tys. | - Stany Zjednoczone: złoto - Wielka Brytania: platyna         |
| 1984 | Make It Big - Drugi album studyjny - Wydany: 23 października 1984                             | 1                  | 1                  | 6 mln 4 mln       | - Stany Zjednoczone: 6× platyna - Wielka Brytania: 4× platyna |
| 1986 | Music from the Edge of Heaven - Trzeci album studyjny - Wydany: 1986 (nieznana dokładna data) | 10                 | –                  | 1 mln 60 tys.     | - Stany Zjednoczone: platyna                                  |

### Albumy kompilacyjne
| Rok  | Tytuł | Pozycje na listach | Pozycje na listach | Sprzedaż           | Certyfikaty                                   |
| Rok  | Tytuł | USA                | UK                 | Sprzedaż           | Certyfikaty                                   |
| ---- | --- | ------------------ | ------------------ | ------------------ | --------------------------------------------- |
| 1986 | The Final - Pierwszy album kompilacyjny - Wydany: 1986 (nieznana dokładna data)                             | –                  | 2                  | 500 tys. 600 tys.  | - Wielka Brytania: 2× platyna                 |
| 1987 | 12" Mixes - Drugi album kompilacyjny - Wydany: 1987 (nieznana dokładna data)                                | –                  | –                  | 50 tys. 60 tys.    |                                               |
| 1997 | The Best of Wham!: If You Were There... - Trzeci album kompilacyjny - Wydany: 1997 (nieznana dokładna data) | –                  | 4                  | 500 tys.- 600 tys. | - Wielka Brytania: 2× platyna - Polska: złoto |

### Single
Rok, w którym został wydany singel w tej tabeli, jest datą wydania w Wielkiej Brytanii.

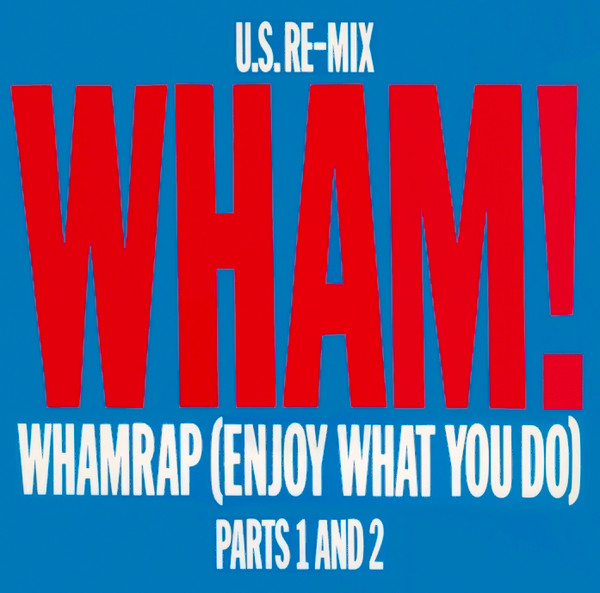
Okładka singla "Wham Rap! (Enjoy What You Do)"

| 1982 | "Wham Rap! (Enjoy What You Do)"            | Fantastic                               | 45 | –  |
| 1982 | "Young Guns (Go for It!)"                  | Fantastic                               | 3  | –  |
| 1983 | "Wham Rap! (Enjoy What You Do)" (reedycja) | Fantastic                               | 8  | –  |
| 1983 | "Bad Boys"                                 | Fantastic                               | 2  | 60 |
| 1983 | "Club Tropicana"                           | Fantastic                               | 4  | –  |
| 1983 | "Club Fantastic Megamix"                   | Tylko na singlu                         | 15 | –  |
| 1984 | "Wake Me Up Before You Go-Go"              | Make It Big                             | 1  | 1  |
| 1984 | "Careless Whisper"                         | Make It Big                             | 1  | 1  |
| 1984 | "Freedom"                                  | Make It Big                             | 1  | 3  |
| 1984 | "Everything She Wants"                     | Make It Big                             | 2  | 1  |
| 1984 | "Last Christmas"                           | Tylko na singlu                         | 2  | 41 |
| 1985 | "I’m Your Man"                             | Music from the Edge of Heaven/The Final | 1  | 3  |
| 1985 | "Last Christmas" (reedycja)                | Tylko na singlu                         | 6  | –  |
| 1986 | "A Different Corner"                       | Music from the Edge of Heaven/The Final | 1  | 7  |
| 1986 | "The Edge of Heaven"                       | Music from the Edge of Heaven/The Final | 1  | 10 |
| 1986 | "Where Did Your Heart Go?"                 | Music from the Edge of Heaven           | –  | 50 |
| 1986 | "Last Christmas" (druga reedycja)          | Tylko na singlu                         | 45 | –  |
| 1997 | "Last Christmas" (trzecia reedycja)        | Tylko na singlu                         | –  | 58 |
| 2007 | "Last Christmas" (czwarta reedycja)        | Tylko na singlu                         | 14 | –  |